# Фридрих Албрехт фон Шьонбург-Хартенщайн
Фридрих Албрехт фон Шьонбург-Хартенщайн (на немски: Friedrich Albrecht von Schönburg-Hartenstein; * 7 септември 1713; † 16 декември 1786) е граф на Шьонбург-Хартенщайн в Саксония.

## Произход
Той е единственият син на граф Георг Алберт фон Шьонбург-Хартенщайн (1673 – 1716) и втората му съпруга Магдалена София фон Шварцбург-Зондерсхаузен (1680 – 1751), дъщеря на граф княз Кристиан Вилхелм фон Шварцбург-Зондерсхаузен (1647 – 1721) и първата му съпруга Антония Сибила фон Барби и Мюлинген (1641 – 1684). Внук е на граф Ото Лудвиг фон Шьонбург-Хартенщайн (1643 – 1701) и графиня София Магдалена фон Лайнинген-Вестербург (1651 – 1726).
Полусестра му Йохана София Елизабет (1699 – 1739) е омъжена на 20 юли 1720 г. във Вехселбург за граф Франц Хайнрих фон Шьонбург-Валденбург (1682 – 1746).

## Фамилия
Фридрих Албрехт фон Шьонбург-Хартенщайн се жени за първата си братовчедка Ердмута Магдалена фон Шьонбург-Щайн (* 17 ноември 1722; † 27 март 1806), дъщеря на чичо му Лудвиг Фридрих фон Шьонбург-Щайн (1681 -1736) и баронеса София Маргарета Магдалена фон Щайн-Норд-Остхайм (1688 – 1748). Те имат децата:
- Албрехт Фридрих Кристиан (* 12 март 1754; † 3 юли 1768)
- Ото Лудвиг (* 27 февруари 1755; † 8 май 1755)
- София Фридерика Ердмута (* 24 март 1756; † 22 март 1782), омъжена за Готлоб Йохан Лудвиг фон Хохберг (* 30 май 1753; † 14 декември 1791), син на граф Ханс Хайнрих IV фон Хохберг фрайхер цу Фюрстенщайн (1705 – 1758) и графиня Луиза Фридерика фон Щолберг-Щолберг (1710 – 1757).